# 시티 오브 드림스

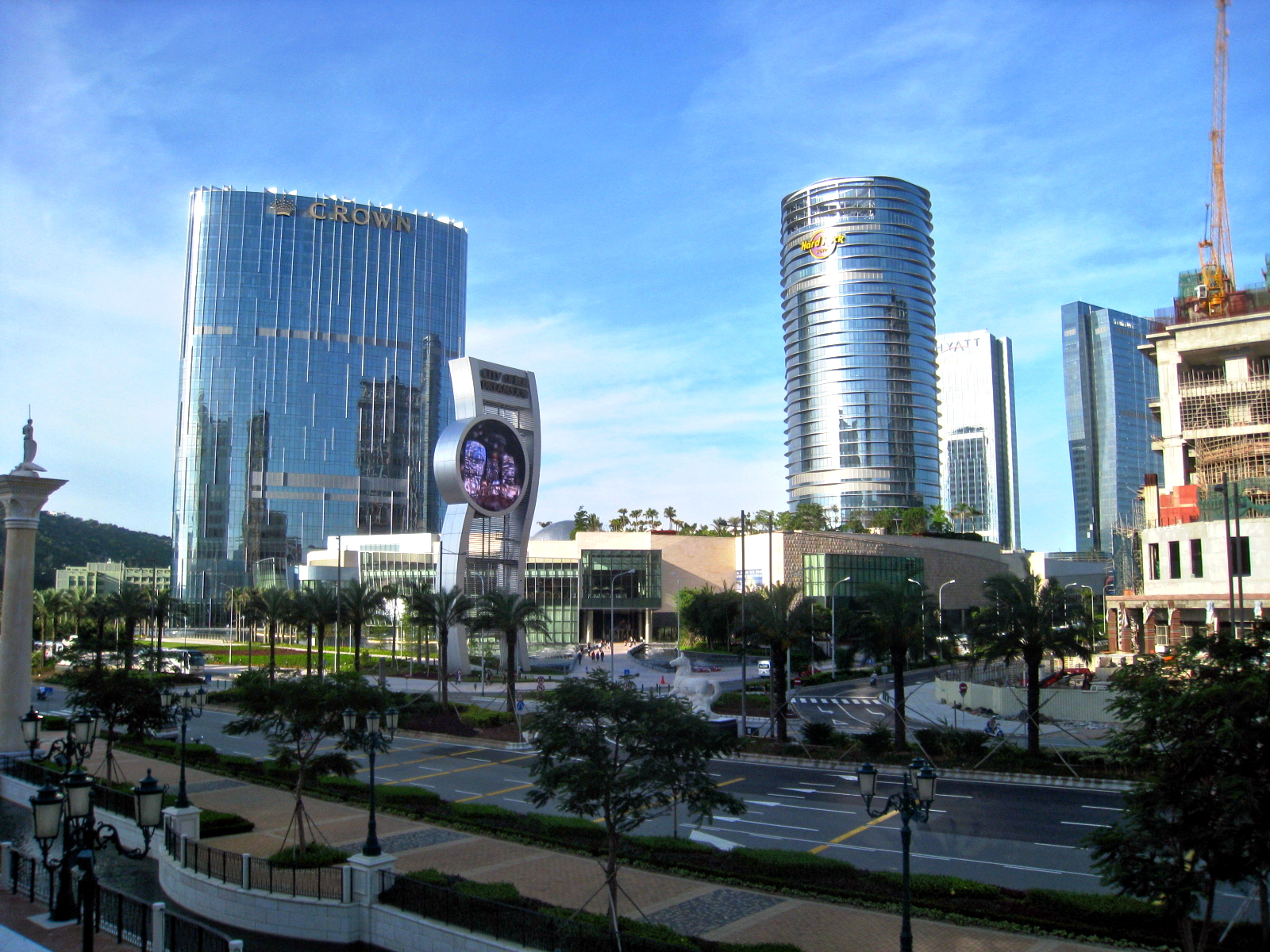
시티 오브 드림스

시티 오브 드림스(영어: The City of Dreams, 중국어: 新濠天地 신하오톈디[*])는 마카오에 위치한 카지노 및 호텔이다. 멜코 크라운 엔터테인먼트(Melco Crown Entertainment)가 소유 및 관리한다. 하드 록 호텔 마카오가 위치하고 있다.